# القانون (كتاب فرنسي)
القانون هو كتاب ألَّفه الكاتب الاقتصادي والليبرالي الفرنسي فردريك باستيا عام 1850، كتبه في مدينة موغرون بعد عامين من الثورة الفرنسيَّة الثالثة وقبل بضعة أشهر فقط على وفاته بمرض السل بعمر 49، تأثَّر كتاب القانون بشكل واضح بمقالة جون لوك الثانية في الحكم المدني Second Treatise on Government وأثَّر بدوره في كتاب هنري هازليت الاقتصاد في درسٍ واحد Economics in One Lesson.
يعتبر هذا الكتاب أشهر أعمال فريدريك باستيا بالإضافة إلى كتابيه: عريضة صانع الشموع candlemaker's petition وحكاية الشبَّاك المكسور the Parable of the broken window.

## نظرة عامة
يقول باتيستا في كتاب القانون: 
إنَّ كلَّ واحد منَّا لديه الحق الطبيعي الذي أعطاه له الله للدفاع عن نفسه وحريَّته وممتلكاته، وإنَّ الدولة ما هي إلَّا استبدالُ قوَّةٍ جماعية بدل القوى الفرديَّة للدفاع عن هذه الحق، لكنَّ قانون الدولة يصبح مُحرَّفاً عندما يتم استخدامه لانتهاك حقوق الأفراد، أو عندما يعاقب الفرد على استخدام حقِّه في الدفاع عن نفسه.
للقانون حدود دقيقة أمَّا الإنسانيَّة فهي غير محدودة وهكذا يمكن للحكومات أن تتمادى بلا نهاية عن طريق هذه الاعتبارت الثلاثة: قصور وضعف الجنس البشري، القدرة المطلقة للقانون، عصمة المُشرِّع.
كلُّ ذلك يدفع العلاقة بين الجمهور والمُشرِّع لأن تصبح كما يصفها باتيستا كعلاقة الطين بالفخَّار، ويضيفُ أيضاً: أنا لا أعترض على حقِّ الحكومة في حفظ التوازن الاجتماعي والدفاع عنه ومحاسبة المخطئ، ولكنِّني أشكِّك في حقها في فرض هذه الخطط علينا والدفع من أجلها بالإضافة لضرائبنا.

## المحتويات
على الرغم من قصر كتاب القانون – فهو لم يتجاوز 75 صفحة – ولكنَّه كان بالغ التأثير والأهميَّة بسبب ما احتواه من أفكار.
يصف باتيستا الحكومة بأنَّها تتألف فقط من مجموعة الأشخاص الذين يعملون فيها وياتمرون بأوامرها، وعليه فهي لا تمتلك أيَّ سلطات أو صلاحيات تتجاوز تلك التي يمتلكها الأفراد.
يقول باتيستا: 
| القانون (كتاب فرنسي) | إنَّ الاشتراكية مثلها مثل تلك الأفكار القديمة التي انطلقت منها تخلق صعوبةً في التمييز بين الحكومة والمجتمع، ففي كلِّ مرة نعترض فيه على شيء تقوم به الحكومة يدَّعي الاشتراكيون أنَّنا نعترض على القيام به مطلقاً، نحن نعارض التعليم الحكومي ولكنَّنا بذلك لا نعارض التعليم بحد ذاته كما يقول الاشتراكيون، نحن نعترض على ربط الدين بالدولة ولكنَّنا لا نعارض الدين بحدِّ ذاته، نحن نعارض المساواة التي تفرضها الحكومة ولكنِّنا لسنا ضد المساواة بصورة عامَّة ... يبدو أنَّ الاشتراكيين في نهاية المطاف سيتهموننا بعدم الرغبة في الأكل لأنَّنا نرفض بيع الحبوب وتوزيعها عن طريق الحكومة. | القانون (كتاب فرنسي) |

ويواصل باتيستا وصف الحقوق التي يتمتَّع بها الأفراد والتي يصفها بالحقوق الطبيعيَّة أو الفطريَّة كحق الحياة وحق الحريَّة وحق التملُّك الشخصي ويقول إنَّ الدور الوحيد الشرعي للحكومة هو حماية هذه الحقوق لا أكثر، وفكرة أنَّ الحريَّة الشخصيَّة غير موجودة لأنَّ البشر وضعوا قوانيناً والتزموا بها غير صحيحة إطلاقاً، لأنَّ البشر إنَّما وضعوا هذه القوانين لحماية الحقوق والحريَّات الشخصيَّة في المقام الأول.
إنَّ الحكومة هي ببساطة امتدادٌ جماعي لقوة الأفراد والغرض الأساسي من هذه القوة حماية حقوقهم وأي حكومة تتجاوز هذا الدور تضع نفسها في حالة حرب مع الأهداف التي أنشئت من أجلها.
| القانون (كتاب فرنسي) | ولكن للأسف إنَّ القانون لا يقتصر دوماً على وظائفه الصحيحة، ولطالما استخدم القانون بشكلٍ يعاكس الأهداف التي وضع من أجلها وتم تطبيقه لتدمير الحقوق التي كان يفترض به أن يحافظ عليها، كلُّ هذا يحدث عندما يضع القانون القوة الجماعية تحت تصرف أشخاص عديمي الضمير يرغبون في استغلال الأشخاص وممتلكاتهم وهكذا يتحول النهب إلى أمرٍ شرعي يحميه القانون بدل أن يكون جريمة. | القانون (كتاب فرنسي) |

كتب باتيستا هذا الكلمات وهو يعيش في فرنسا في الوقت الذي كانت العبودية فيه ماتزال قانونيَّة في الولايات المتحدة وكان الصراع على أشدِّه فيها بين الولايات الجنوبية الزراعية والولايات الشمالية الصناعية، وفي النهاية قامت الولايات الشماليَّة الصناعية بفضر ضرائب باهظة أفقرت الجنوب وحاولت منع العبودية فيه، ولكن من وجهة نظر قانونية فالعبودية والضرائب الجمركيَّة أمران مشروعان، مع أنَّ العبودية تنتهك حقَّ الحرية الفطري للبشر والضرائب تنتهك القانون ولكن بموجب القانون !!.
يصف باتيستا أشكالاً متنوعة من النهب بعضها قانوني وبعضها محظور، ثم يستنتج في النهاية أنَّه لا بدَّ من تسويتها مرةً واحدة وللأبد بغض النظر عن نوعها وغايتها.